# ConTeXt
ConTeXt – stworzony w 1990 roku przez Hansa Hagena język znaczników, a zarazem system składu dokumentów oparty na systemie TeX. Jest rozpowszechniany na licencji GNU GPL (dokumentacja na licencji Creative Commons Attribution NonCommercial ShareAlike). W zakresie funkcjonalnym jest porównywalny z należącym do tej samej rodziny systemem LaTeX. Jest stosowany w przygotowaniu publikacji do druku (czasem w połączeniu z wykorzystaniem plików w języku XML).

## Przykład
Plik wejściowy ConTeXt-a jest zwykłym plikiem tekstowym z rozszerzeniem tex. Kompilacji dokonuje się za pomocą polecenia texexec. Przykładowa zawartość pliku wejściowego może być następująca:

Wynik przetworzenia przykładowego pliku źródłowego

```
 %& --translate-file=cp1250pl output=pdftex
 
 \setupoutput[pdftex]
 \setupbodyfont[plr,11pt]
 \mainlanguage[pl]
 \language[pl]
 
 \setuphead[title][style={\ss\bfd},% w tym miejscu określa się wygląd tytułu
     before={\begingroup},
     after={Jan Wikipedysta\bigskip\endgroup}]
 
 \starttext
 
 \title{ConTeXt}
 
 \section{Tekst}
 Podobnie jak \LaTeX{}, ConTeXt ułatwia autorowi tekstu zarządzanie numerowaniem sekcji,
 wypunktowaniami oraz odwołaniami do tabel, rysunków i~innych elementów.
 W~łatwy sposób możemy się odwołać do wzoru \in[eqn:wzor1]
 
 \section{Matematyka}
 Poniższy wzór prezentuje możliwości ConTeXt-a w~zakresie składu formuł
 matematycznych. Wzory mogą być numerowane automatycznie.
 \placeformula[eqn:wzor1]
 \startformula
     E = mc^2,
 \stopformula
 gdzie
 \startformula
     m = \frac{m_0}{\sqrt{1-\frac{v^2}{c^2}}}.
 \stopformula
 
 \stoptext

```